# Heimathaus Verl
Das Heimathaus Verl ist ein um 1615 entstandenes Dielenhaus, das heute vom Heimatverein der Stadt Verl im Kreis Gütersloh in Nordrhein-Westfalen für Kulturveranstaltungen genutzt wird.

## Geschichte
Nachdem 1512 das erste Gotteshaus, die St.-Anna-Kapelle, im Verler Land errichtet worden war, entstanden um sie herum die ersten Kötterstellen. Auch das Heimathaus war ursprünglich eine derartige Kötterstelle. Die Kötter betrieben neben einer kleinen Landwirtschaft auch Handwerk und Handel. Das Haus befindet sich am Kirchring und gehört somit zur unmittelbaren Keimzelle der heutigen Gemeinde Verl.
Erstmals urkundlich belegt wurde das Haus 1615 vom Markkötter Otto Gutscher. Lange Zeit diente es dem Betrieb der Gaststätte „In der Landkutschen“. Ab 1863, nachdem es in den Besitz der Familie Schröder übergegangen war, wurden dort auch Zigarren und Spirituosen hergestellt. Als Geschäftshaus wurde es im Laufe der Zeit immer wieder umgebaut, verfiel jedoch auch immer weiter.
Ab 1983 pachtete die Gemeinde Verl das Haus im Wege des Erbbaurechts von der Familie Schröder und renovierte es zusammen mit dem Heimatverein, der das Gebäude später nutzten sollte. Am 1. September 1986 wurde das Heimathaus Verl offiziell eröffnet.

## Ausstellung
Im Dachgeschoss des Hauses befindet sich die Dauerausstellung „1000 Jahre Siedlungsgeschichte Verl“ und im Obergeschoss eine heimatkundliche Bücherei. Außerdem werden auf dieser Ebene wechselnde Ausstellungen gezeigt. Das Erdgeschoss wird für weitere Ausstellungen über die Ereignisse im Zusammenhang mit dem Ersten und Zweiten Weltkrieg sowie eine Dokumentation zur Siedlungsgeschichte der Verler Höfe genutzt. Auch eine Ausstellung über das alte Handwerk im Verler Land findet man dort. Das ganze Jahr über veranstaltet der Heimatverein Verl zahlreiche Kulturveranstaltungen, wie Lesungen, Konzerte oder auch Kunstausstellungen im Heimathaus Verl.